# Rabies
Ne doit pas être confondu avec Rabies (film, 2010).
Rabies est un téléfilm suédois réalisé par Ingmar Bergman, diffusé en 1958.

## Synopsis
Un film romantique entre les protagonistes.

## Fiche technique
- Titre : Rabies
- Réalisation : Ingmar Bergman
- Scénario : Olle Hedberg
- Production : Henrik Dyfverman
- Décors : Birgitta Morales
- Format : Noir et blanc - Mono
- Genre : Drame
- Durée : 89 minutes
- Date de sortie : 1958

## Distribution
- Bibi Andersson : Eivor
- Axel Düberg : Cpl. Sven
- Åke Fridell : Sixten Garberg
- Tor Isedal : Knut
- Åke Jörnfalk : Rolf
- Gunnel Lindblom : Jenny
- Dagny Lind : Tante
- Nils Nygren : Cronswärd
- Toivo Pawlo : Grossiste
- Marianne Stjernqvist : Fröken Svensson
- Folke Sundquist : Erik
- Max von Sydow : Bo Stensson Svenningson